# Nobelmedaille für Physik und Chemie
Die Nobelmedaille für Physik und Chemie wird den Empfängern der Nobelpreise für Physik und Chemie überreicht. Sie wurde von dem schwedischen Künstler Erik Lindberg gestaltet.
Die Medaille zeigt eine Göttin, die der Isis ähnelt, wie sie mit einem Füllhorn den Wolken entsteigt. Die Inschrift lautet: Inventas vitam iuvat excoluisse per artes. Auf der Rückseite wird der Name des jeweiligen Nobelpreisträgers eingraviert.